# Liv Tyler

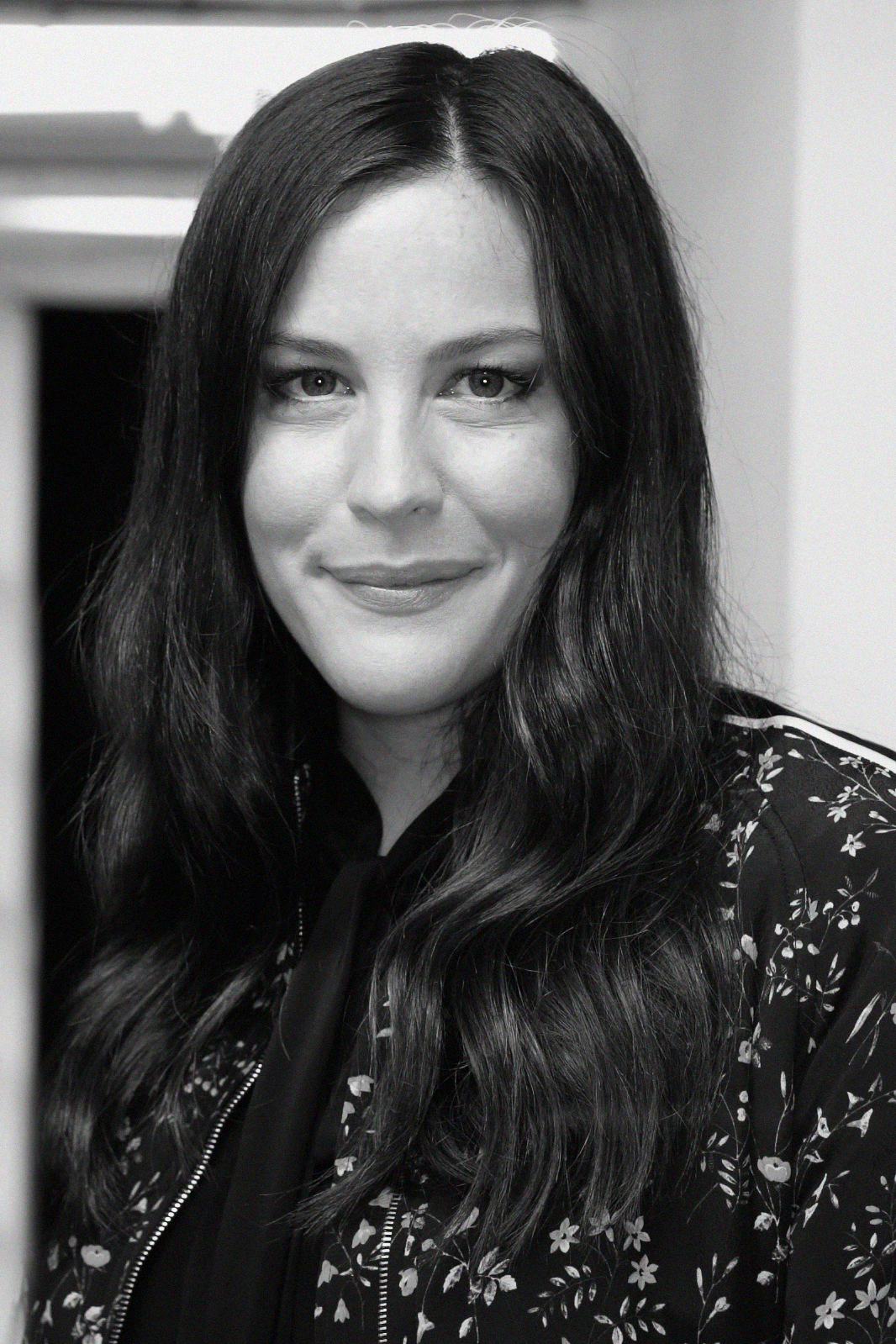
Liv Tyler (2016)

Liv Tyler (* 1. Juli 1977 in New York City als Liv Rundgren) ist eine US-amerikanische Schauspielerin und ehemaliges Model. Bekannt wurde sie unter anderem durch ihre Rolle als Arwen in der Herr-der-Ringe-Trilogie.

## Jugend und Anfänge
Liv Tyler ist die Tochter des ehemaligen Models und Playmates Bebe Buell und des Musikers Steven Tyler von der Rockband Aerosmith. Tyler wurde nach der norwegischen Schauspielerin Liv Ullmann benannt, nachdem ihre Mutter die Darstellerin kurz vor Livs Geburt 1977 auf dem Cover einer Fernsehzeitschrift gesehen hatte. Den Großteil ihrer Jugend wuchs Tyler bei dem Musiker Todd Rundgren auf, mit dem ihre Mutter über längere Zeit in einer Beziehung lebte. Die Mutter verheimlichte der Tochter jahrelang die Wahrheit über ihre Herkunft und ließ sie in dem Glauben aufwachsen, dass Rundgren ihr Vater sei. Erst im späten Kindesalter eröffnete Buell ihrer Tochter, die bis dahin auch den Nachnamen Rundgren getragen hatte, dass Tyler ihr leiblicher Vater ist.
Bis zu ihrem zwölften Lebensjahr besuchte Tyler, die in ihrer Jugend mit ADHS diagnostiziert wurde, die Schule in Portland (Maine), bevor sie mit ihrer Mutter zurück in ihre Geburtsstadt New York City zog und dort 1995 ihren Schulabschluss machte. Bereits während ihrer Schulzeit begann sie mit 14 Jahren als Model tätig zu werden und konnte mit Unterstützung des Models Paulina Porizkova erste Bilder für das Interview-Magazin von sich machen lassen. 1993 hatte sie durch das Engagement ihres leiblichen Vaters zudem einen ersten Auftritt in dem Aerosmith-Musikvideo Crazy an der Seite von Alicia Silverstone. Ihr Filmdebüt als Schauspielerin gab Tyler ein Jahr darauf in dem Thriller Stummer Schrei.

## Karriere
Nach ihrem Schulabschluss konnte Tyler sich völlig auf ihre Karriere konzentrieren und schaffte bereits 1996 ihren Durchbruch als Schauspielerin mit dem Film Gefühl und Verführung, in dem sie die Hauptrolle spielte. Das Drama erhielt gemischte Kritiken, wobei die Darstellung Tylers doch recht positiv hervorgehoben wurde. Im selben Jahr spielte sie zudem auch in dem Musikfilm That Thing You Do!, bei dem Tom Hanks Regie führte, die weibliche Hauptrolle. Der Film erhielt sehr gute Kritiken und konnte auch Tylers Bekanntheitsgrad weiter erhöhen. 1997 spielte sie eine Rolle in dem Filmdrama Die Abbotts – Wenn Haß die Liebe tötet neben Joaquin Phoenix und Jennifer Connelly. Der Film floppte jedoch an den Kinokassen.
1998 spielte Tyler die Filmtochter von Bruce Willis in dem Science-Fiction-Film Armageddon – Das jüngste Gericht. Der Film wurde ein finanzieller Erfolg. Auch Aerosmith, die Band ihres Vaters, steuerte zwei Lieder zum Filmsoundtrack bei. 1999 übernahm Tyler unter anderem Rollen in Filmen wie Onegin – Eine Liebe in St. Petersburg und Plunkett & Macleane – Gegen Tod und Teufel, die gemischte Kritiken erhielten. Ebenfalls 1999 spielte Tyler an der Seite von Glenn Close und Julianne Moore eine größere Rolle in dem von Kritikern gelobten Film Cookie’s Fortune – Aufruhr in Holly Springs. 2001 spielte Tyler in der Filmkomödie Eine Nacht bei McCool’s, die Hauptrolle einer jungen Frau, die von drei verschiedenen Männern umworben wird.
Im selben Jahr wurde Tyler von dem Neuseeländer Peter Jackson für das Großprojekt Der Herr der Ringe, das auf dem gleichnamigen Buchklassiker von J. R. R. Tolkien basiert, angeworben und übernahm dort die Rolle der Elbin Arwen Undomiel. Da die Trilogie in einem Stück abgedreht wurde, lebte Tyler von 2001 bis 2003 drei Jahre in Neuseeland und erlernte für ihre Rolle zusätzlich die elbische Sprache. Alle drei Filme der Trilogie Die Gefährten (2001), Die zwei Türme (2002) und Die Rückkehr des Königs (2003) wurden große kommerzielle Erfolge und gehören zu den erfolgreichsten Filmen aller Zeiten.
Nach dem Abschluss der Ring-Trilogie kehrte Tyler in die Vereinigten Staaten zurück und übernahm 2004 eine Rolle in der Filmkomödie Jersey Girl neben Ben Affleck. Im darauffolgenden Jahr verkörperte sie an der Seite von Bens Bruder Casey Affleck die weibliche Hauptrolle in der Tragikomödie Lonesome Jim. 2007 trat sie in dem Filmdrama Die Liebe in mir zusammen mit Adam Sandler auf. 2008 spielte Tyler zum einen in dem Horrorfilm The Strangers neben Scott Speedman sowie in der Comicverfilmung Der unglaubliche Hulk neben Edward Norton die weibliche Hauptrolle. 2011 stand Tyler in der Action-Komödie Super – Shut Up, Crime! und 2014 in dem Drama Jamie Marks Is Dead vor der Kamera. 2016 übernahm Tyler eine Rolle in dem Fantasy-Horrorfilm Wildling von Fritz Böhm, bei dem sie erstmals auch als Produzentin fungierte.

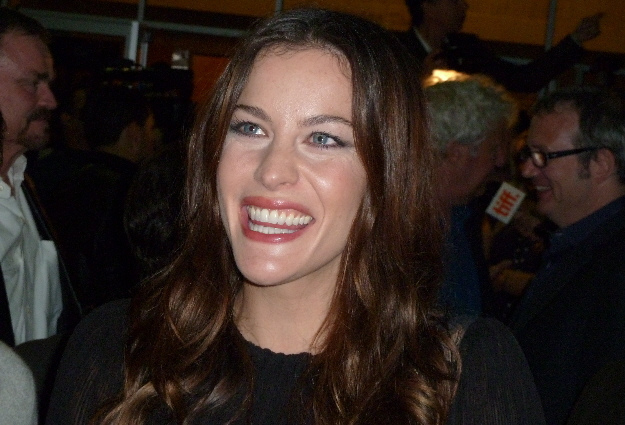
Liv Tyler (2010)

## Privates und Sonstiges
Am 25. März 2003 heiratete Tyler den britischen Musiker Royston Langdon. 2004 gebar sie den gemeinsamen Sohn. Am 8. Mai 2008 gaben Tyler und Langdon ihre Trennung bekannt.
Mit dem Fußballagenten David Gardner hat sie einen weiteren Sohn (* 2015) und eine Tochter (* 2016). 2021 erfolgte die Trennung. 
Die Schauspielerin, die deutsche, englische, italienische und polnische Vorfahren sowie drei Halbgeschwister hat, ist eine Unterstützerin der Organisation UNICEF und beteiligte sich in den Jahren 2003 und 2004 aktiv an deren Kampagnen. Daneben ist Tyler seit 2003 auch fortlaufend als Werbeikone für das Mode- und Kosmetikunternehmen Givenchy tätig. 2005 benannte das Unternehmen den Baustein (Rosenduft) eines Parfümes nach der Schauspielerin.
2018 wurde sie in die Academy of Motion Picture Arts and Sciences berufen, die jährlich die Oscars vergibt.

## Filmografie (Auswahl)

### Filme
- 1994: Stummer Schrei (Silent Fall)
- 1995: Hungry For Love (Heavy)
- 1995: Das Empire Team (Empire Records)
- 1996: Gefühl und Verführung (Stealing Beauty)
- 1996: That Thing You Do!
- 1997: Die Abbotts – Wenn Haß die Liebe tötet (Inventing the Abbotts)
- 1997: U-Turn – Kein Weg zurück (U-Turn, Nebenrolle)
- 1998: Armageddon – Das jüngste Gericht (Armageddon)
- 1999: Onegin – Eine Liebe in St. Petersburg (Onegin)
- 1999: Plunkett & Macleane – Gegen Tod und Teufel (Plunkett & Macleane)
- 1999: Cookie’s Fortune – Aufruhr in Holly Springs (Cookie’s Fortune)
- 2000: Dr. T and the Women
- 2001: Eine Nacht bei McCool’s (One Night at McCool’s)
- 2001: Der Herr der Ringe: Die Gefährten (The Lord of the Rings:The Fellowship of the Ring)
- 2002: Der Herr der Ringe: Die zwei Türme (The Lord of the Rings:The Two Towers)
- 2003: Der Herr der Ringe: Die Rückkehr des Königs (The Lord of the Rings: The Return of the King)
- 2004: Jersey Girl
- 2005: Lonesome Jim
- 2007: Die Liebe in mir (Reign Over Me)
- 2007: Das Muttersöhnchen (Smother)
- 2008: The Strangers
- 2008: Der unglaubliche Hulk (The Incredible Hulk)
- 2010: Super – Shut Up, Crime! (Super)
- 2011: The Ledge – Am Abgrund (The Ledge)
- 2012: Robot & Frank
- 2014: Jamie Marks Is Dead
- 2014: Space Station 76
- 2018: Wildling
- 2019: Ad Astra – Zu den Sternen (Ad Astra)
- 2025: Captain America: Brave New World

### Serien
- 2014–2017: The Leftovers (13 Folgen)
- 2017: Gunpowder (Miniserie, 3 Folgen)
- 2018–2019: Harlots – Haus der Huren (Harlots, 16 Folgen)
- 2020: 9-1-1: Lone Star (10 Folgen)

### Musikvideos
- 1994 in Aerosmiths Crazy